# Fuentecén
Fuentecén település Spanyolországban, Burgos tartományban. Fuentecén Haza, Fuentelisendo, Roa de Duero, Hoyales de Roa és Fuentemolinos községekkel határos. Lakosainak száma 237 fő (2024).

## Népesség
A település népessége az utóbbi években az alábbiak szerint változott:
| Lakosok száma | 268  | 285  | 268  | 252  | 249  | 239  | 236  | 212  | 223  | 237  |
|               | 2001 | 2004 | 2006 | 2009 | 2011 | 2014 | 2016 | 2019 | 2021 | 2024 |